# Grabówko (województwo warmińsko-mazurskie)
Grabówko (niem. Klein Grabowen, w latach 1938–1945 Kleineppingen) – osada w Polsce położona w województwie warmińsko-mazurskim, w powiecie nidzickim, w gminie Janowo.
W latach 1975–1998 miejscowość administracyjnie należała do województwa olsztyńskiego.